# Білль про права (1689)

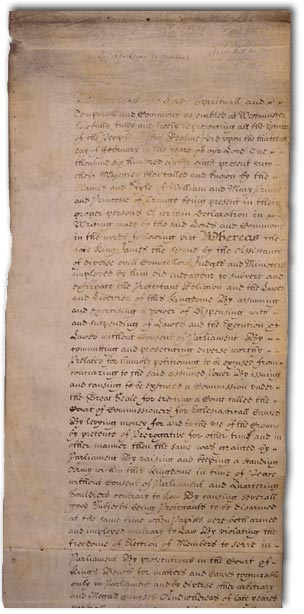

Білль про права́ 1689 — акт англійського парламенту 1689 року про обмеження прав короля Вільяма III. Білль про права забороняв королю без згоди парламенту видавати нові закони і припиняти чинні закони, стягувати податки, тримати в мирний час армію. Білль про права проголошував свободу парламентських дебатів, виборів і подачі петицій. Білль про права завершив «Славну революцію» 1688—1689 рр. (Glorious Revolution), закріпив перемогу великих землевласників і капіталістів Англії над абсолютизмом. 